# Tedatioksetin
Tedatioksetin (Lu AA24530) je antidepresiv koji je u razvoju za tretman kliničke depresije (MDD). Tedatioksetin deluje kao trostruki inhibitor preuzimanja (5-HT > NE > DA). On je isto tako antagonist na , ,  i α1A-adrenergičkim receptorima.

## Literatura
- Stolerman, Ian P. (30. 8. 2010). Encyclopedia of Psychopharmacology. Springer. стр. 105. ISBN 978-3-540-68698-9. Приступљено 22. 11. 2011.
- Stahl, Stephen M. (19. 5. 2008). Depression and bipolar disorder: Stahl's essential psychopharmacology. Cambridge University Press. стр. 206. ISBN 978-0-521-88663-5. Приступљено 22. 11. 2011.